# 上南路
上南路是位于中国上海市浦东新区内的一条南北向干道。北起周家渡，南至康沈公路，全长约13公里。

## 历史
上南路于1922年6月开辟，起自浦东周家渡至当时南汇县的周浦镇。同年9月，上南长途汽车股份有限公司开始在上南路上运营客运班车。
1925年，由上南长途汽车股份有限公司在上南路铺设轻型轨道，置钢轮汽车拖挂客车车厢运行。
1957年，上南路铁轨全线拆除，并改建成公路。
2023年，上南路進行為期2個月的改造。改造後上南路成為中國首条没有明显可见箱体的城市道路，而且道路邊設有中國首個隐藏式升降充电桩。上南路城市微更新项目還入选2023年《上海手册：21世纪城市可持续发展指南》案例库、住建部全国城市管理精细化典型案例。

## 交汇道路（北向南）
- 世博大道
- 博成路
- 国展路
- 雪野路/雪野二路
- 浦东南路/耀华路
- 昌里路
- 成山路
- 德州路
- 杨新路
- 后长街
- 杨思路
- 板泉路
- 上浜路
- 海阳路
- 高青路
- 联丰路
- 杨南路
- 华夏西路（中环路）
- 凌兆路
- 尚博路
- 三林路
- 永泰路
- 外环高速
- 林鸣路
- 林礼路
- 林恒东路
- 陈行公路
- 金谊路
- 东明路
- 秀浦西路
- 林海公路
- 渡桥路
- 浦三路
- 曲桥路
- 康梧路
- 秀海路
- 沪南公路
- 周康路
- 康沈路

## 轨道交通
- 博成路口：8中华艺术宫站
- 国展路口：19中华艺术宫南站
- 耀华路口：78耀华路站
- 成山路口：813成山路站
- 华夏西路口：6上南路站
- 三林路口：11三林站